# ГЕС Сен-Шама
ГЕС Сен-Шама (фр. Saint-Chamas) — гідроелектростанція на південному сході Франції. Розташована після ГЕС Салон, становить нижній ступінь у каскаді на річці Дюранс (ліва притока Рони).
Станція Сен-Шама розташована за межами долини Дюрансу, на фінальному відтинку дериваційного каналу, що прямує від цієї річки у південному напрямку через відроги Прованських Передальп до Ліонської затоки Середземного моря. Подолавши понад 14 км каналу, вода надходить до машинного залу ГЕС Сен-Шама, розташованого на північному узбережжі лагуни Етан-де-Берр (знаходиться між гирлом Рони та Марселем).
Загальна потужність станції, обладнаної трьома турбінами типу Френсіс, що працюють при напорі 72 метри, становить 153 МВт, а річне виробництво електроенергії становить 610 млн кВт-год.
Управління роботою ГЕС Сен-Шама здійснюється із диспетчерського центру на станції Сент-Тюль.